# رافائل کلاپسون
رافائل کلاپسون (انگلیسی: Raphaël Clapson؛ زادهٔ ۲۳ سپتامبر ۱۹۷۳) بازیکن فوتبال اهل فرانسه است.
از باشگاه‌هایی که در آن بازی کرده‌است می‌توان به باشگاه فوتبال کلرمون فوت و باشگاه فوتبال لو آور اشاره کرد.